# Noboru Ueda
Noboru Ueda 上田昇, Ueda Noboru (Aichi, 23 de julho de 1967) é um ex-motociclista japonês. Ele era exclusivamente um piloto de classe 125. Ueda começou sua carreira no Grande Prêmio com uma vitória em sua corrida de inauguração no Grande Prêmio japonês de 1991. Suas melhores temporadas foram na temporada 1994, quando terminou em segundo lugar no campeonato mundial de 125cc, atrás de Kazuto Sakata e na temporada 1997, quando ele terminou segundo atrás Valentino Rossi. Depois de uma carreira de doze anos na competição do Grande Prêmio, ele anunciou sua aposentadoria no final da temporada de [2002 temporada de corrida de motocicleta do Grande Prêmio | 2002], citando a necessidade de deixar seu corpo se recuperar após várias lesões na corrida. Ueda ganhou 13 corridas de Grand Prix durante sua carreira. Ele agora dirige seu próprio time conhecido como Team Nobby, que compete no All Japan Road Race Championship na classe J-GP3.